# 50ドル紙幣 (オーストラリア)
オーストラリア50ドル紙幣（オーストラリア50ドルしへい、$50）は、現在流通しているオーストラリア準備銀行券の一つ。1973年に登場した。表面には「デイビッド・ユナイポン」の肖像が、裏面には「エディス・カーワン」の肖像がデザインされている。

## 参考
1. ↑  http://www.rba.gov.au/banknotes/collecting/serial-info/index.html

- Ian W. Pitt, ed (2000年). Renniks Australian Coin and Banknote Values (19 ed.). Chippendale, NSW: Renniks Publications. pp. 171–172. ISBN 0-9585574-4-6